# АЕК-999
АЕК-999 «Барсук» — российский единый пулемёт, созданный на Ковровском механическом заводе на базе ПКМ под патрон 7,62×54 мм R. Основной целью разработки было повышение огневой мощи оружия за счёт улучшенного охлаждения ствола. Выпускался ограниченными партиями для вооружения спецподразделений МВД России.

## Конструктивные особенности
Наибольшей модификацией в конструкции данного оружия по сравнению с единым пулемётом ПКМ является новый несменный ствол, в котором используются авиационные материалы. Также, в целях улучшения балансировки оружия значительным изменениям подверглась опорная сошка и узел её крепления. Принципиальным нововведением стал съёмный прибор малошумной стрельбы (ПМС), позволяющий значительно уменьшить акустическую нагрузку на членов пулемётного расчёта и снизить заметность стрелка за счёт снижения шумности и исключения дульного пламени. Есть данные, что звук выстрела, в зависимости от типа и рельефа местности, не слышен уже на дальности 400–600 м.
Над стволом пулемёта был расположен рассеиватель тепла, который существенно снизил искажающее воздействие тёплого воздуха на линию прицеливания и придал конструкции ствола дополнительную жёсткость; при этом ресурс ствола достиг 33-40 тысяч выстрелов. Вся фурнитура пулемёта была заменена с деревянной на пластиковую, что дало экономию в весе примерно в 0,5 кг.